# Conopsis
Genre
Synonymes
- Toluca Kennicott, 1859

Conopsis est un genre de serpents de la famille des Colubridae.

## Répartition
Les espèces de ce genre sont endémiques du Mexique où elles se rencontrent généralement entre 1 000 et 2 000 m d'altitude.

## Liste des espèces
Selon The Reptile Database (15 sept. 2011) :
- Conopsis acuta (Cope, 1886)
- Conopsis amphisticha (Smith & Laufe, 1945)
- Conopsis biserialis (Taylor & Smith, 1942)
- Conopsis lineata (Kennicott, 1859)
- Conopsis megalodon (Taylor & Smith, 1942)
- Conopsis nasus Günther, 1858

## Publication originale
- Günther, 1858 : Catalogue of Colubrine Snakes in the Collection of the British Museum, London, p. 1-281 (texte intégral).